# 銀行研修社
株式会社銀行研修社(ぎんこうけんしゅうしゃ)は、国内金融機関向けの書籍・雑誌・通信教育を専門とする日本の出版社。本社は東京都豊島区北大塚3-10-5。

## 概要
国内の金融機関職員を対象に、雑誌・書籍の発行、通信教育、研修講師の派遣事業などを行っている。

## 沿革
- 1963年（昭和38年） - 株式会社銀行研修社設立
- 1965年（昭和40年） - 月刊「銀行実務」創刊
- 2010年（平成22年） - webサイト「事業再生オンライン」を開設→閉鎖